# Andrzej Graczyk
Andrzej Graczyk – polski ekonomista, dr hab. nauk ekonomicznych, profesor Zakładu Mikroekonomii i Polityki Społecznej Wydziału Ekonomii i Zarządzania Uniwersytetu Zielonogórskiego, Dolnośląskiej Wyższej Szkoły Przedsiębiorczości i Techniki w Polkowicach, Katedry Ekonomii Wyższej Szkoły Marketingu i Zarządzania w Lesznie, oraz Katedry Ekonomii Ekologicznej Wydziału Ekonomii i Finansów Uniwersytetu Ekonomicznego we Wrocławiu.

## Życiorys
W 1987 r. obronił pracę doktorską, w 2005 uzyskał stopień doktora habilitowanego. W 2015 otrzymał tytuł profesora nauk ekonomicznych. Pracował w Filii we Wrocławiu Wyższej Szkole Zarządzania i Bankowości w Poznaniu. 
Został zatrudniony na stanowisku profesora w Katedrze Ekonomii Ekologicznej na Wydziale Ekonomii i Finansów Uniwersytetu Ekonomicznego we Wrocławiu, w Dolnośląskiej Wyższej Szkole Przedsiębiorczości i Techniki w Polkowicach, w Katedrze Ekonomii Wyższej Szkole Marketingu i Zarządzania w Lesznie, oraz w Zakładzie Mikroekonomii i Polityki Społecznej Wydziale Ekonomii i Zarządzania Uniwersytetu Zielonogórskiego.
Był profesorem zwyczajnym w Instytucie Ekonomii na Wydziale Nauk Ekonomicznych Uniwersytetu Ekonomicznego we Wrocławiu, a także członkiem Komitetu Problemów Energetyki PAN i prodziekanem Wydziału Nauk Ekonomicznych Uniwersytetu Ekonomicznego we Wrocławiu.
Jest przewodniczącym Rady Dyscypliny Naukowej - Ekonomii i Finansów Uniwersytetu Ekonomicznego we Wrocławiu, kierownikiem w Katedrze Ekonomii Ekologicznej i dziekanem na Wydziale Ekonomii i Finansów Uniwersytetu Ekonomicznego we Wrocławiu, oraz członkiem zarządu Oddziału Polski - Europejskiego Stowarzyszenia Ekonomistów Środowiska i Zasobów Naturalnych.